# Instituto Histórico e Geográfico Brasileiro

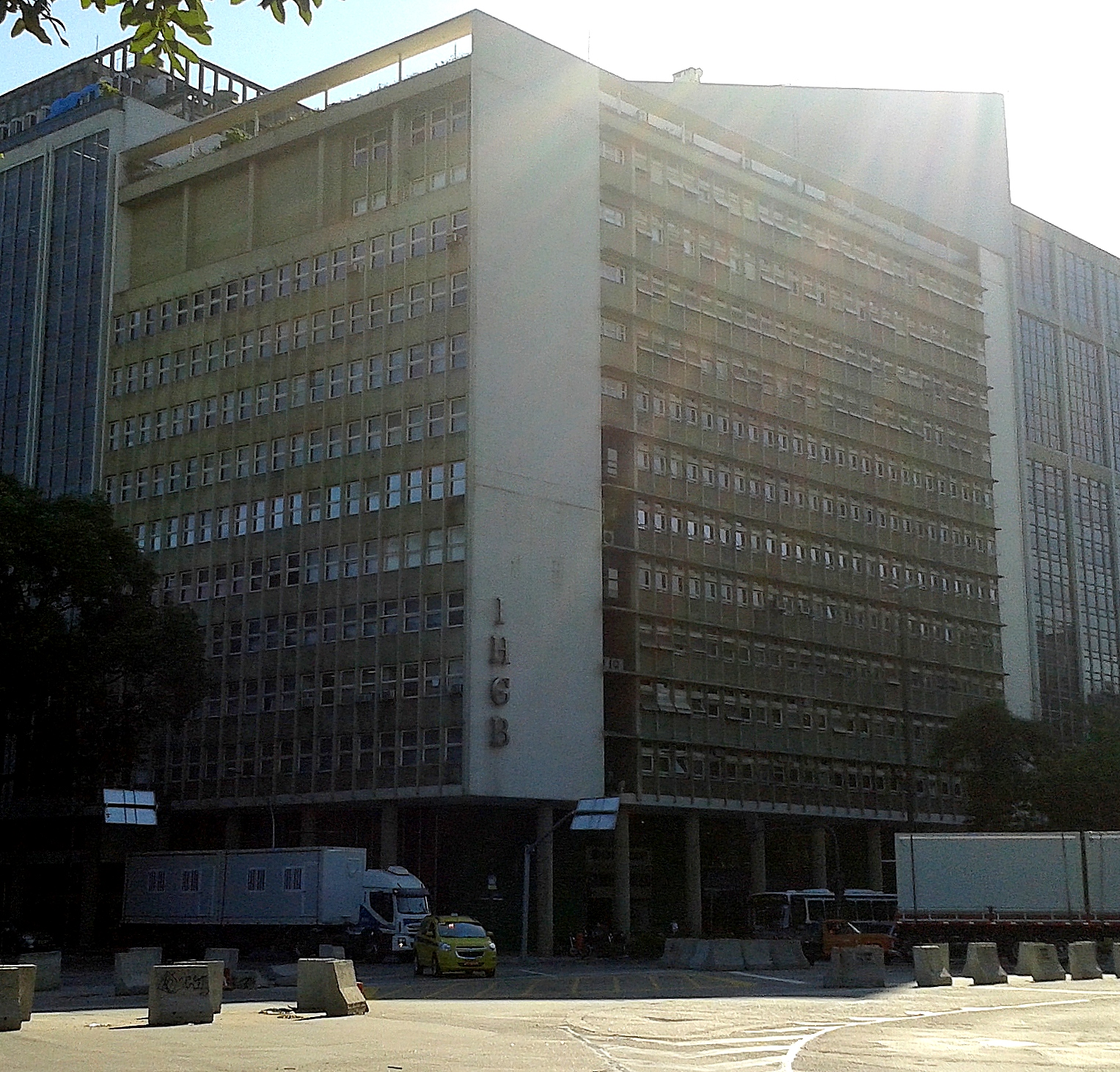
Hauptsitz in Rio de Janeiro

Das am 21. Oktober 1838 gegründete brasilianische historische und geografische Institut Instituto Histórico e Geográfico Brasileiro (IHGB) ist die älteste und traditionellste Organisation zur Förderung der Erforschung und Erhaltung historischer und geografischer Orte sowie der Kultur- und Sozialwissenschaften in Brasilien.
Seine Gründung, zusammen mit dem öffentlichen Archiv des Reiches, das zur kaiserlichen Akademie der bildenden Künste aufstieg, schloss sich den Bemühungen der Konservativen (Regentschaft von Pedro de Araújo Lima) an, einen starken und zentralisierten kaiserlichen Staat aufzubauen.

## Geschichte
Die Gründungsversammlung bestand aus 27 Gründungsmitgliedern, von denen die meisten nicht nur Funktionen innerhalb der Regierung wahrnahmen, sondern auch Teil einer noch in Portugal geborenen Generation waren. Diese Gruppe war im Institut und in der Regierung bis in die frühen 1850er Jahre dominant, als sie durch die in Brasilien gebildete Generation ersetzt wurde. Das Institut war musterhaft für gleichartige Gründungen auf regionaler Ebene für die Provinzen des Kaiserreichs und später für einzelne Bundesstaaten Brasiliens im 20. Jahrhundert.
Die Geographie- und Geschichtskommissionen waren dafür verantwortlich, Memoiren, Dokumente und Artikel zu erhalten und ihre Meinung zu äußern, indem sie sie in Zeitschriften, der einzelnen Veröffentlichung oder nur dem Archiv mitteilten. Ihre Veröffentlichungen verbreiteten einen kohärenten Diskurs im Einklang mit dem monarchischen Ideal.

### Gründungsmitglieder
- Alexandre Maria de Mariz Sarmento
- Antônio Alves da Silva Pinto
- Antônio José de Paiva Guedes de Andrada
- Aureliano de Sousa e Oliveira Coutinho
- Bento da Silva Lisboa
- Caetano Maria Lopes Gama
- Cândido José de Araújo Viana
- Conrado Jacó de Niemeyer
- Emílio Joaquim da Silva Maia (Arzt und Naturforscher)
- Francisco Cordeiro da Silva Torres de Sousa Melo e Alvim
- Francisco Gê Acaiaba de Montezuma
- Inácio Alves Pinto de Almeida
- Januário da Cunha Barbosa
- João Fernandes Tavares
- Joaquim Caetano da Silva (Colégio Pedro II)
- Joaquim Francisco Viana
- José Antônio Lisboa
- José Antônio da Silva Maia
- José Clemente Pereira
- José Feliciano Fernandes Pinheiro
- José Lino de Moura
- José Marcelino da Rocha Cabral
- José Silvestre Rebelo
- Pedro de Alcântara Bellegarde
- Raimundo José da Cunha Matos
- Rodrigo de Sousa da Silva Pontes
- Tomé Maria da Fonseca e Silva

## Publikationen
Das hauptsächliche seit 1839 erscheinende Publikationsorgan des Instituts ist die Revista do Instituto Histórico e Geográfico Brasileiro.